# 札幌国際大学短期大学部
札幌国際大学短期大学部（さっぽろこくさいだいがくたんきだいがくぶ、英語: Sapporo International University Junior College）は、北海道札幌市清田区清田4-1-4-1に本部を置く日本の私立大学。1969年創立、1969年大学設置。大学の略称は現在は特にないが、旧来は静修短期大学と呼ばれたことから「静短」と呼ばれることもある。本稿では、旧来の静修短期大学を含めて説明する。

## 概観

### 大学全体
- 札幌国際大学短期大学部は、北海道札幌市清田区内にある日本の私立短期大学。学校法人静修学園により1969年に静修短期大学として設置された。かつては独立の短大として最多で5学科、1学年定員が850名の規模を誇っていた時期もあったが、順次札幌国際大学への学部に吸収され、現在、2学科体制となっている。

### 建学の精神（校訓・理念・学是）
- 札幌国際大学短期大学部における建学の精神
  - 「真理を探ね、自由を愛し、自らを省みる自立した人間を育成する」
  - 「理想を求め、明日の地域社会を拓く創造性豊かな人間を育成する」
  - 「日本人としての自覚と誇りをもち、自らの責任において行動する国際人を育成する」

### 教育および研究
- 札幌国際大学短期大学部における教育。
  - 総合生活キャリア学科には「総合生活」、「オフィスキャリア」、「英語キャリア」の各コースがある。赤ちゃん本舗・北洋銀行・日本清酒・プリンスホテル・丸善などでインターンシップも行われている。TOEICやTOEFLなどの資格取得の支援も行われている。
  - 幼児教育保育学科では、主たるイベントとして創作オペレッタや人形劇制作などがある。

### 学風および特色
- 札幌国際大学短期大学部は旧来より、女子を対象とした短大となっていることから、静修短期大学の伝統を継承している様子がうかがえる。
- 2006年度、財団法人短期大学基準協会における第三者評価の結果、「適格」認定を受けている。

## 沿革
- 1969年 札幌静修短期大学（さっぽろせいしゅうたんきだいがく）として開学。
  - 家政学科
  - 幼児教育学科
- 1971年 幼児教育科が一旦廃止になる。替わって児童教育学科が設置される。
  - 初等教育専攻
  - 幼児教育専攻
- 1974年 教養学科を増設。
- 1976年 法人を分離し、静修短期大学（せいしゅうたんきだいがく）と改称し、学科名の変更も行なわれる。家政学科→生活科学科とする。
- 1983年 秘書科を増設[1]。
- 1989年 英語学科を増設。
- 1991年 児童教育学科幼児教育専攻を幼児教育学科に改称。
- 1997年 札幌国際大学短期大学部と改称。
- 1999年 専攻科幼児教育専攻を設置。
- 2000年 生活科学科を総合生活学科に改称。
- 2002年 英語学科を英語コミュニケーション学科と改称。
- 2004年 幼児教育学科を幼児教育保育学科に改称。
- 2012年 英語コミュニケーション学科募集停止。
- 2013年 総合生活学科を総合生活キャリア学科に名称変更。

## 基礎データ

### 所在地
- 本部キャンパス（北海道札幌市清田区清田4-1-4-1）

### 象徴
- 札幌国際大学短期大学部のカレッジマークは、現在大学と同じマークとなっている。
- 前身である静修短期大学においては、真ん中に「靜」（「静」の旧字体）の文字が記されていた。

## 教育および研究

### 組織

#### 学科
- 総合生活キャリア学科
- 幼児教育保育学科

##### 学科の変遷
- 家政学科→生活科学科→総合生活学科
- 児童教育学科
  - 初等教育専攻：募集は1988年度まで
  - 幼児教育専攻→幼児教育学科→幼児教育保育学科
- 教養学科：募集は2001年度まで
- 秘書科：募集は1998年度まで
- 英語コミュニケーション学科

#### 専攻科
- なし

#### 別科
- なし

##### 取得資格について
資格
- 保育士：幼児教育保育学科
- 司書：総合生活キャリア学科

教職課程
- 幼稚園教諭二種免許状：幼児教育保育学科にて取得できる[2]。専攻科幼児教育専攻では一種免許状への昇進が可能である。
- 小学校教諭二級免許状：かつてあった児童教育学科初等教育専攻にて
- 中学校教諭二級免許状：総合生活学科の前身である生活科学科にて設置されていた[3]。

#### 附属機関
- 北海道生活研究所：静修短期大学時において設置された。

### 教育
- 特色ある大学教育支援プログラム
  - 「特別支援教育の心と技を育てる音楽療育活動」において2007年度に採択されている。

## 学生生活

### 部活動・クラブ活動・サークル活動
- 札幌国際大学短期大学部のクラブ活動：静修短期大学時に活動していたものも含む
  - 体育系：バレーボール・テニス・卓球・バスケットボール・フェンシング・アーチェリー・ワンダーフォーゲル・ソフトボール・サッカー・バドミントン・舞踊ほか。
  - 文化系：華道・茶道・美術・合唱・軽音楽・吹奏楽・聖書・文学・書道・演劇・児童文化・ボランティアほか。

### 学園祭
- 札幌国際大学短期大学部の学園祭は「清麗祭」と呼ばれ、大学と合同で例年6月に行われている。

## 大学関係者と出身者

### 大学関係者
- 高田幸二：初代学長
- 梶浦善次：2代学長
- 伊藤秀五郎：3代学長
- 佐々木酉二：4代学長
- 伊藤森右衛門：5代学長
- 江口良友：6代学長
- 和野内崇弘：7代学長（静修短期大学として最後の学長、札幌国際大学短期大学部としての初代学長でもある。）
- 村山紀昭：9代学長
- 濱田康行：10代学長（元・北海道大学経済学部教授）

### 過去の著名な教職員
- 布施晶子：元静修短期大学教授、元札幌学院大学学長
- 濱田英作：考古学者
- 桃野作次郎：元静修短期大学教授、元北海学園北見大学学長・元北海学園北見女子短期大学学長
- 山中燁子：元静修短期大学講師、元衆議院議員

### 出身者
- 相馬あこ：女優、演出家

## 大学の組織
- 札幌国際大学短期大学部の同窓会は「静華会」と呼ばれ、これには旧来の静修短期大学も含まれている。会報『静華』なるものが発行されている。

## 施設

### キャンパス
- 交通アクセス：札幌市営地下鉄東西線南郷18丁目駅または東豊線福住駅下車。
- 設備：短期大学部独自のキャンパスはなく、全て大学と共同となっている。敷地面積は100,000m2となっており、東京ドームの2倍以上の面積に相当する。

## 対外関係

### 他大学との協定
- 放送大学[4]

### 系列校
- 札幌国際大学

## 社会との関わり
- 公開講座を行っている。

## 卒業後の進路について

### 就職について
- 総合生活キャリア学科：一般企業への就職者が多い傾向にあり、北洋銀行・ミサワホーム・岩田建設・西松建設・ベル食品・呉羽化学工業・トリンプ・ネッツトヨタ札幌・日産プリンス札幌販売・北海道銀行・札幌銀行・北陸銀行・北見信用金庫・網走信用金庫・札幌中央信用組合・第一生命保険・明治安田生命保険・北海道旅客鉄道・三井ホーム・日興コーディアル証券などに就職している。
- 幼児教育保育学科：幼稚園や保育所など児童に携わる専門職に就く人が多い傾向にある。

### 編入学・進学実績
- 系列である札幌国際大学のほかに北海学園大学・北星学園大学などがある。

## 附属学校
- 札幌国際大学短期大学部附属幼稚園